# フンティア (小惑星)
フンティア (635 Vundtia) は、小惑星帯に位置する小惑星である。非常に小規模な小惑星族であるラオディカ族に属するとされる。
K・ローネルトによってハイデルベルクで発見され、ローネルトが師事したドイツの生理学者ヴィルヘルム・ヴント (Wilhelm Max Wundt) にちなんで命名された。